# Зухвалі і красиві
«Зухвалі і красиві» (англ. The Bold and the Beautiful, часто скорочується до B & B) — американська денна телевізійна мильна опера, що транслюється на каналі CBS з 23 березня 1987 року та на кінець 2020 року має понад 8 тисяч серій.
Телесеріал був створений подружжям Вільямом і Лі Беллами. Події відбуваються в Лос-Анджелесі та обертаються навколо сім'ї Форрестер та їхнього модельного дому «Форрестер Крейшенс». Це єдина американська денна мильна опера, епізоди якої тривають лише 20 хвилин, замість звичайних 40, і виходить із дублюванням іспанською мовою під назвою «Belleza y poder».
«Зухвалі і красиві» також відрізняється від інших американських мильних опер своєю величезною зарубіжною аудиторією — понад 26 млн глядачів щотижня від самої прем'єри. Телешоу добре знають в Італії під назвою «Beautiful» та у франкомовних країнах — під назвами «Top models» і «Amour, gloire & beauté», в Австрії та Німеччині — «Reich und Schön».

## Актори, які знялися у понад тисячу епізодах
| Актори                   | Персонажі           | Епізоди | Роки      |
| ------------------------ | ------------------- | ------- | --------- |
| Katherine Kelly Lang     | Brooke Logan        | 5152    | 1987-2020 |
| Ronn Moss                | Ridge Forrester     | 3793    | 1987-2015 |
| Susan Flannery           | Stephanie Forrester | 3297    | 1987-2018 |
| John McCook              | Eric Forrester      | 3281    | 1987-2020 |
| Hunter Tylo              | Dr. Taylor Hayes    | 2208    | 1990-2019 |
| Jacqueline MacInnes Wood | Steffy Forrester    | 1705    | 2008-2020 |
| Scott Clifton            | Liam Spencer        | 1641    | 2010-2020 |
| Winsor Harmon            | Thorne Forrester    | 1463    | 1996-2017 |
| Heather Tom              | Katie Logan         | 1431    | 2007-2020 |
| Don Diamont              | Bill Spencer Jr.    | 1430    | 1993-2020 |
| Jack Wagner              | Dominick Marone     | 1333    | 2003-2012 |
| Adrienne Frantz          | Ambrosia Moore      | 1237    | 1997-2015 |
| Darlene Conley           | Sally Spectra       | 1232    | 1989-2017 |
| Daniel McVicar           | Clarke Garrison     | 1058    | 1987-2017 |
| Darin Brooks             | Wyatt Spencer       | 1014    | 2013-2020 |
| Thorsten Kaye            | Ridge Forrester     | 1,010   | 2012-2020 |